# Liste der Wertpapierbörsen nach Marktkapitalisierung
Folgende Liste der Wertpapierbörsen nach Marktkapitalisierung sortiert Börsen nach dem Gesamtwert aller an ihnen gehandelten Unternehmen (Marktkapitalisierung). Die gesamte Marktkapitalisierung aller von der World Federation of Exchanges gelisteten Börsen betrug im Juli 2018 ca. 84,9 Billionen US-Dollar. Börsen in den USA kamen auf knapp 39,5 Billionen US$ und hatten damit einen Weltanteil von über 45 %. Der Raum Asien-Pazifik kam auf eine Marktkapitalisierung von ca. 27 Billionen US$ und der Raum EMEA (Europa, Naher Osten und Afrika) kam auf ca. 18,4 Billionen US$. Weltweit sind über 50.000 Unternehmen Aktiengesellschaften.

## Liste
Liste aller von der World Federation of Exchanges aufgelisteten Wertpapierbörsen sortiert nach der gesamten Marktkapitalisierung aller an ihnen gelisteten Unternehmen zum letzten ermittelbaren Zeitpunkt. Die Anzahl an gelisteten Unternehmen ist ebenfalls angegeben. Die Wertpapierbörsen können transnational sein und gelistete Unternehmen aus verschiedenen Ländern beinhalten.
| Wertpapierbörse                         | Land                                                            | Marktkapitalisierung in Mio. $ | Gelistete Unternehmen | Zeitpunkt     |
| --------------------------------------- | --------------------------------------------------------------- | ------------------------------ | --------------------- | ------------- |
| New York Stock Exchange                 | Vereinigte Staaten                                              | 31.649.899                     | 2.151                 | November 2024 |
| NASDAQ                                  | Vereinigte Staaten                                              | 30.128.325                     | 3.304                 | November 2024 |
| Shanghai Stock Exchange                 | Volksrepublik China                                             | 7.170.382                      | 2.275                 | November 2024 |
| Japan Exchange Group                    | Japan                                                           | 6.400.158                      | 3.962                 | November 2024 |
| Euronext                                | Belgien Frankreich Irland Italien Niederlande Norwegen Portugal | 5.687.221                      | 1.851                 | November 2024 |
| National Stock Exchange of India        | Indien                                                          | 5.245.474                      | 2.643                 | November 2024 |
| Bombay Stock Exchange                   | Indien                                                          | 4.802.300                      | 4.855                 | Februar 2025  |
| Shenzhen Stock Exchange                 | Volksrepublik China                                             | 4.672.988                      | 2.847                 | November 2024 |
| London Stock Exchange                   | Vereinigtes Königreich                                          | 4.400.000                      | 2.498                 | Dezember 2024 |
| Hong Kong Stock Exchange                | Hongkong                                                        | 4.373.121                      | 2.624                 | November 2024 |
| TMX Group                               | Kanada                                                          | 3.573.335                      | 3.572                 | November 2024 |
| Tadawul                                 | Saudi-Arabien                                                   | 2.664.791                      | 346                   | November 2024 |
| Taiwan Stock Exchange                   | Taiwan                                                          | 2.197.728                      | 1.036                 | November 2024 |
| SIX Swiss Exchange                      | Schweiz                                                         | 2.040.247                      | 215                   | November 2024 |
| Deutsche Börse AG                       | Deutschland                                                     | 2.003.287                      | 477                   | November 2024 |
| Australian Securities Exchange          | Australien                                                      | 1.869.679                      | 1.994                 | November 2024 |
| Nasdaq Nordic Exchanges                 | Dänemark Schweden Island Finnland Litauen Lettland Estland      | 1.835.426                      | 1.182                 | November 2024 |
| Tehran Stock Exchange                   | Iran                                                            | 1.745.579                      | 387                   | November 2024 |
| Korea Exchange                          | Südkorea                                                        | 1.672.082                      | 2.612                 | November 2024 |
| Johannesburg Stock Exchange             | Südafrika                                                       | 1.085.583                      | 277                   | November 2024 |
| Indonesia Stock Exchange                | Indonesien                                                      | 818.919                        | 948                   | November 2024 |
| Abu Dhabi Securities Exchange           | Vereinigte Arabische Emirate                                    | 790.292                        | 105                   | November 2024 |
| BM&FBovespa                             | Brasilien                                                       | 756.368                        | 343                   | November 2024 |
| Bolsa de Madrid                         | Spanien                                                         | 748.853                        | 299                   | November 2024 |
| Singapore Exchange                      | Singapur                                                        | 641.076                        | 618                   | November 2024 |
| MICEX-RTS                               | Russland                                                        | 636.344                        | 228                   | Juni 2018     |
| Stock Exchange of Thailand              | Thailand                                                        | 526.701                        | 860                   | November 2024 |
| Bursa Malaysia                          | Malaysia                                                        | 470.068                        | 1.028                 | November 2024 |
| Bolsa Mexicana de Valores               | Mexiko                                                          | 421.198                        | 134                   | November 2024 |
| Borsa Istanbul                          | Türkei                                                          | 374.731                        | 549                   | November 2024 |
| Tel Aviv Stock Exchange                 | Israel                                                          | 281.062                        | 535                   | November 2024 |
| Iran Fara Bourse Securities Exchange    | Iran                                                            | 257.136                        | 204                   | November 2024 |
| Philippine Stock Exchange               | Philippinen                                                     | 248.278                        | 284                   | November 2024 |
| Dubai Financial Market                  | Vereinigte Arabische Emirate                                    | 217.457                        | 64                    | November 2024 |
| Ho Chi Minh Stock Exchange              | Vietnam                                                         | 202.689                        | 392                   | November 2024 |
| Warsaw Stock Exchange                   | Polen                                                           | 198.126                        | 796                   | November 2024 |
| Taipei Exchange                         | Taiwan                                                          | 196.604                        | 832                   | November 2024 |
| Bolsa de Comercio de Santiago           | Chile                                                           | 173.143                        | 397                   | November 2024 |
| Qatar Stock Exchange                    | Katar                                                           | 149.717                        | 45                    | Juli 2018     |
| Boursa Kuwait                           | Kuwait                                                          | 139.557                        | 143                   | November 2024 |
| Wiener Börse                            | Österreich                                                      | 117.989                        | 871                   | November 2024 |
| New Zealand Exchange                    | Neuseeland                                                      | 97.680                         | 121                   | November 2024 |
| Bolsa de Valores de Lima                | Peru                                                            | 89.743                         | 193                   | November 2024 |
| Astana International Exchange           | Kasachstan                                                      | 83.848                         | 18                    | November 2024 |
| Bolsa de Valores de Colombia            | Kolumbien                                                       | 78.302                         | 61                    | November 2024 |
| Athens Stock Exchange                   | Griechenland                                                    | 75.663                         | 155                   | November 2024 |
| Bourse de Casablanca                    | Marokko                                                         | 75.572                         | 74                    | November 2024 |
| Kazakhstan Stock Exchange               | Kasachstan                                                      | 63.115                         | 128                   | November 2024 |
| Bolsa de Comercio de Buenos Aires       | Argentinien                                                     | 59.195                         | 101                   | Juli 2018     |
| Nigerian Stock Exchange                 | Nigeria                                                         | 48.161                         | 170                   | November 2024 |
| Bucharest Stock Exchange                | Rumänien                                                        | 47.258                         | 86                    | November 2024 |
| Pakistan Stock Exchange                 | Pakistan                                                        | 46.352                         | 531                   | November 2024 |
| Egyptian Exchange                       | Ägypten                                                         | 44.570                         | 243                   | November 2024 |
| Börse Luxemburg                         | Luxemburg                                                       | 42.200                         | 116                   | November 2024 |
| Budapest Stock Exchange                 | Ungarn                                                          | 40.462                         | 69                    | November 2024 |
| Prague Stock Exchange                   | Tschechien                                                      | 34.677                         | 61                    | November 2024 |
| Dhaka Stock Exchange                    | Bangladesch                                                     | 29.814                         | 360                   | November 2024 |
| Zagreb Stock Exchange                   | Kroatien                                                        | 26.495                         | 81                    | November 2024 |
| Amman Stock Exchange                    | Jordanien                                                       | 24.115                         | 162                   | November 2024 |
| Bahrain Bourse                          | Bahrain                                                         | 20.881                         | 40                    | November 2024 |
| Muscat Securities Market                | Oman                                                            | 18.568                         | 111                   | Juli 2018     |
| Latinex                                 | Panama                                                          | 18.200                         | 31                    | November 2024 |
| Bourse Régionale des Valeurs Mobilières | Staaten der UEMOA                                               | 16.078                         | 46                    | November 2024 |
| Colombo Stock Exchange                  | Sri Lanka                                                       | 16.118                         | 283                   | November 2024 |
| Nairobi Securities Exchange             | Kenia                                                           | 13.460                         | 61                    | November 2024 |
| Jamaica Stock Exchange                  | Jamaika                                                         | 11.761                         | 105                   | November 2024 |
| Ljubljanska borza                       | Slowenien                                                       | 11.179                         | 18                    | November 2024 |
| Beirut Stock Exchange                   | Libanon                                                         | 10.346                         | 10                    | Juli 2018     |
| Cyprus Stock Exchange                   | Zypern                                                          | 10.211                         | 104                   | November 2024 |
| Stock Exchange of Mauritius             | Mauritius                                                       | 9.068                          | 100                   | November 2024 |
| Bourse de Tunis                         | Tunesien                                                        | 8.348                          | 74                    | November 2024 |
| Canadian Securities Exchange            | Kanada                                                          | 9.687                          | 759                   | November 2024 |
| Hanoi Stock Exchange                    | Vietnam                                                         | 8.372                          | 378                   | Juli 2018     |
| Bulgarian Stock Exchange                | Bulgarien                                                       | 8.322                          | 449                   | November 2024 |
| Ghana Stock Exchange                    | Ghana                                                           | 7.088                          | 36                    | November 2024 |
| Dar es Salaam Stock Exchange            | Tansania                                                        | 6.824                          | 28                    | November 2024 |
| Malta Stock Exchange                    | Malta                                                           | 4.250                          | 34                    | November 2024 |
| Ukrainian Exchange                      | Ukraine                                                         | 4.493                          | 90                    | Juli 2018     |
| Botswana Stock Exchange                 | Botswana                                                        | 3.970                          | 31                    | November 2024 |
| Palestine Exchange                      | Palästina                                                       | 3.842                          | 49                    | November 2024 |
| Barbados Stock Exchange                 | Barbados                                                        | 3.220                          | 20                    | Juni 2018     |
| Bolsa Nacional de Valores               | Costa Rica                                                      | 2.814                          | 10                    | Juli 2018     |
| Rwanda Stock Exchange                   | Ruanda                                                          | 2.726                          | 10                    | November 2024 |
| Namibian Stock Exchange                 | Namibia                                                         | 2.634                          | 33                    | November 2024 |
| Port Moresby Stock Exchange             | Papua-Neuguinea                                                 | 1.681                          | 16                    | Februar 2018  |
| Armenia Securities Exchange             | Armenien                                                        | 574                            | 12                    | November 2024 |
| Cayman Islands Stock Exchange           | Cayman Islands                                                  | 299                            | 4                     | Juli 2018     |
| Seychelles Securities Exchange          | Seychellen                                                      | 283                            | 27                    | Juni 2018     |
| Bermuda Stock Exchange                  | Bermuda                                                         | 1.868                          | 34                    | April 2025    |